# Societat Catalana de Matemàtiques
La Societat Catalana de Matemàtiques és una societat filial de l'Institut d'Estudis Catalans (IEC) fundada l'any 1987. La SCM continua les activitats de la Secció de Matemàtiques de la Societat Catalana de Ciències fundada l'any 1931 per l'IEC. Els seus objectius principals són estendre el coneixement de les ciències matemàtiques i fomentar-ne l'ensenyament i la investigació arreu dels Països Catalans.
La Societat Catalana de Matemàtiques es regeix pels seus Estatuts, així com pels estatuts de l'IEC. Els seus òrgans de govern són l'Assemblea General, formada per tots els socis que hi assisteixin, i la Junta Directiva, elegida per l'Assemblea cada quatre anys, i formada pel president, el vicepresident, el secretari, el tresorer i diversos vocals. A més, un membre de l'IEC actua com a delegat en les reunions de la Junta Directiva. També hi ha un Comitè Científic, un Comitè de Publicacions, i un corresponding member EMS-SCM.
L'any 2015 la Societat tenia més de 800 socis. La Junta Directiva estava formada pel president, Xavier Jarque; el vicepresident, Enric Ventura; la vicepresidenta adjunta, Iolanda Guevara; el secretari, Albert Ruiz; la tresorera, Natàlia Castellana; i set vocals. El delegat de l'IEC és Joan Girbau.
El 2022 la Societat aconsegueix una junta paritària. Presidenta: Montserrat Alsina. Vicepresidents: Joan Porti, Josep Vives, Margarida Mitjana, Albert Granados, Clara Mateo, David Virgili i Joaquim Bruna.
Les principals activitats de la Societat són les trobades matemàtiques, els premis i les publicacions.
Des del 1998 se celebra anualment una jornada amb el nom de Trobada Matemàtica dedicada a les activitats de recerca i divulgació; alguns anys aquesta trobada s'ha substituït per una jornada internacional de recerca amb el nom de Barcelona Mathematical Days. Des del 2004 se celebra la Jornada d'Ensenyament de les Matemàtiques, en col·laboració amb la Federació d'Entitats per l'Ensenyament de les Matemàtiques a Catalunya així com altres societats d'ensenyants de les matemàtiques dels Països Catalans.
Des de l'any 1996 la Societat Catalana de Matemàtiques, a través de les comissions balear, valenciana i catalana, organitza als territoris de parla catalana la Prova Cangur, la mateixa prova que realitzen la resta de participants d'Europa i d'altres països. Es tracta d'un joc concurs consistent en 30 reptes matemàtics creatius i imaginatius per estimular i motivar l'aprenentatge de les matemàtiques a través dels problemes.
La Societat Catalana de Matemàtiques, sota els auspicis de la Societat Matemàtica Europea, organitzà el tercer Congrés Europeu de Matemàtiques, que tingué lloc a Barcelona els dies 10-14 de juliol de l'any 2000 i comptà amb una assistència de més d'un miler de matemàtics. El president del comitè executiu fou Sebastià Xambó i Descamps, que presidia la Societat des del 1995 i va ser un dels impulsors de la candidatura per a l'organització del congrés. El president del comitè científic fou Sir Michael Atiyah.
El precedent històric immediat de la Societat Catalana de Matemàtiques és la Societat Catalana de Ciències Físiques, Químiques i Matemàtiques, fundada l'any 1932 i que depenia, juntament amb altres societats filials, de la Secció de Ciències de l'Institut d'Estudis Catalans. Aquesta societat va ser molt activa en el període anterior a la guerra del 1936, però després no va reprendre les seves activitats fins a l'any 1959. L'any 1968 es va dividir en tres seccions que treballaven de manera independent: física, matemàtiques i química; posteriorment s'hi afegí la secció de tecnologia. Després de la mort de Franco les seccions poden començar a funcionar amb una relativa normalitat. En el període 1978-1982 la secció de matemàtiques aconsegueix augmentar tant el nombre de socis (que supera els 250) com les seves activitats, entre les quals l'inici de la publicació del Butlletí de la Secció de Matemàtiques.
L'octubre del 1986 la Secció de Ciències de l'IEC va aprovar la separació de la Societat de Ciències en quatre noves societats científiques corresponents a les seccions que posseïa: la Societat Catalana de Física, la Societat Catalana de Matemàtiques, la Societat Catalana de Química i la Societat Catalana de Tecnologia. Aquesta especialització s'havia fet necessària per motius d'homologació internacional, i també per a acostar les societats als respectius col·lectius professionals.
La Societat Catalana de Matemàtiques és una de les set societats que formen el Comitè Espanyol de Matemàtiques, organisme creat l'any 2004 i encarregat de coordinar les activitats matemàtiques espanyoles relacionades amb la Unió Matemàtica Internacional.

## Llistat de Presidents
| President                    | Període   | Institució                           |
| ---------------------------- | --------- | ------------------------------------ |
| Joan Girbau i Badó           | 1986-1990 | Universitat Autónoma de Barcelona    |
| Josep Vaquer i Timoner       | 1990-1995 | Universitat de Barcelona             |
| Sebastià Xambó i Descamps    | 1995-2002 | Universitat Politècnica de Catalunya |
| Carles Casacuberta i Vergés  | 2002-2006 | Universitat de Barcelona             |
| Carles Perelló i Valls       | 2006-2010 | Universitat Autónoma de Barcelona    |
| Joan de Solà-Morales i Rubió | 2010-2014 | Universitat Politècnica de Catalunya |
| Xavier Jarque i Ribera       | 2014-2018 | Universitat de Barcelona             |
| Dolors Herbera i Espinal     | 2018-2022 | Universitat Autónoma de Barcelona    |
| Montserrat Alsina i Aubach   | 2022-     | Universitat Politècnica de Catalunya |